# Supersatz
Die Supersatzmethode ist eine Methode aus dem Bereich Krafttraining bzw. Bodybuilding. Ein Satz umfasst eine bestimmte Zahl von Wiederholungen einer Übung mit freien Gewichten oder an Trainingsgeräten ohne Pause. Bei einem Supersatz werden zwei Sätze aus verschiedenen Übungen und dazwischen eine kurze Pause von nur wenigen Sekunden miteinander verknüpft.
Supersätze können nach verschiedenen Gesichtspunkten zusammengestellt werden:
- Supersatz mit identischer Muskelgruppe:

Beim Supersatz mit identischer Muskelgruppe werden zwei Übungen kombiniert, die einen Trainingsreiz in derselben Muskelgruppe (z. B. Rücken) verursachen sollen. Oftmals stellt die erste Übung hierbei eine Grund- oder Multigelenksübung dar, während die zweite Übung eine Isolationsübung sein kann.
- Supersatz mit unterschiedlichen Muskelgruppen:

Beim Supersatz mit unterschiedlichen Muskelgruppen werden zwei Übungen kombiniert, welche einen Trainingsreiz in unterschiedlichen nichtantagonistischen Muskelgruppen (z. B. Brust und Schulter) verursachen sollen. 
- Antagonistische Supersätze:

Beim antagonistischen Supersatz wird direkt im Anschluss an einen Satz für eine Muskelgruppe ein Satz für deren Antagonisten ausgeführt. Der Antagonist ist ein Muskel, der der Gegenspieler eines anderen Muskels ist. Während der eine zum Beispiel ein Gelenk streckt, winkelt der andere es an (z. B. Bizeps und Trizeps). 